# U-22-Leichtathletik-Länderkampf der Männer 1987 Polen – BR Deutschland – Spanien – Tschechoslowakei
| 13. Leichtathletik-Länderkampf mit bundesdeutscher Beteiligung 1987                 | 13. Leichtathletik-Länderkampf mit bundesdeutscher Beteiligung 1987 |
| ----------------------------------------------------------------------------------- | ------------------------------------------------------------------- |
|                                                                                     |                                                                     |
| U22-Ländervergleich der Männer: Polen – BR Deutschland – Spanien – Tschechoslowakei |                                                                     |
| Austragungsort                                                                      | Krakau                                                              |
| Wettbewerbe                                                                         | 19                                                                  |
| Datum                                                                               | 8. August                                                           |
| 1. POL 2. FRG 3. ESP 4. CSK                                                         | 200,0 Punkte 184,0 Punkte 152,5 Punkte 122,5 Punkte                 |
| Chronik                                                                             |                                                                     |
| ← NLD-FRG-FRA-SUI 00Str'lauf (F)                                                    | POL-FRG-GBR-ESP00 U22 (F) →                                         |

Der dreizehnte Vergleich des Länderkampfjahres 1987 war wieder ein Vierländervergleich für männliche Sportler aus der Altersgruppe U22 mit einem allgemeinen leichtathletischen Programm. Die Gegner kamen aus Polen, Spanien und der Tschechoslowakei. Im Vorjahr war anstelle von Spanien ein Team aus Frankreich beim damaligen U22-Vierländerkampf dabei gewesen. Die Bundesrepublik hatte hinter Frankreich den zweiten Platz belegt. U22-Vergleiche waren 1986 zum ersten Mal ausgetragen worden. In ähnlicher Form waren allerdings vorher schon sogenannte Nachwuchs-Länderkämpfe durchgeführt worden, unter anderem 1978 gegen Frankreich und 1981 gegen Italien. In diesem Jahr traten die U22-Athleten am 8. August in der polnischen Stadt Krakau an.
Die weiblichen U22-Leichtathletinnen führten am selben Ort parallel ebenfalls einen Vierländerkampf durch.

## Modus
Auf dem Programm standen neunzehn Wettbewerbe. Das war einer weniger als in Männerländerkämpfen üblich. Es fehlte eine der beiden Bahnlangstrecken, normalerweise ausgetragen über 5000 und 10.000 Meter. Das verbleibende Rennen über eigentlich 5000 Meter wurde wie sehr häufig in den letzten Jahren verkürzt über 3000 Meter gelaufen. Auch der ansonsten über 3000 Meter stattfindende Hindernislauf wurde auf 2000 Meter verkürzt. Aus dem olympischen Wettbewerbskatalog fehlten so nur der 10.000-Meter-Lauf, der Marathonlauf, die beiden Gehdisziplinen sowie der Zehnkampf.
In den Einzelwettbewerben erhielt der Sieger neun Punkte, der Zweitplatzierte sieben, der Drittplatzierte sechs, der Viertplatzierte fünf Punkte usw. In den Staffeln gab es zehn zu sieben zu vier zu zwei Punkte.

## Ergebnis
In den Einzelläufen erreichten Polen und Spanien je zwei Disziplinsiege. Beide Länder teilten sich darüber hinaus zwei Disziplinen. Zwei weitere Wettbewerbswertungen teilte sich Polen mit der Bundesrepublik. Zu einem alleinigen Disziplingewinn kamen die bundesdeutschen Läufer. Die Tschechoslowakei blieb in diesem Bereich ohne Erfolg. Die beiden Staffeln gingen an die Bundesrepublik. Die Kategorie Sprung dominierten mit drei Siegen die polnischen Vertreter. Deutschland entschied den Weitsprung für sich, während Spanien und die Tschechoslowakei hier keinen Sieg errangen. Im Bereich Wurf/Stoß verbuchten die Bundesrepublik, Spanien und die Tschechoslowakei je einen Wettbewerb auf ihren Konten, die Disziplinwertung im Hammerwurf teilten sich Polen und Deutschland. Die Länderkampfwertung gewann Polen mit genau zweihundert Punkten. Das 1986 siegreiche bundesdeutsche Team erzielte 184 Punkte und belegte damit Rang zwei. Mit 152,5 Punkten kam Spanien auf Platz drei. Die Tschechoslowakei wurde mit 122,5 Punkte Vierter.

## Legende
Kurze Übersicht zur Bedeutung der Symbolik – so üblicherweise auch in sonstigen Veröffentlichungen verwendet:
| DSQ | disqualifiziert       |
| NMH | keine Höhe (No Mark)  |
| ogV | ohne gültigen Versuch |

## Einzelresultate

### 100 m
| Platz | Athlet           | Land | Zeit (s) |
| ----- | ---------------- | ---- | -------- |
| 1     | Enrique Talavera | ESP  | 10,62    |
| 2     | Andreas Maul     | FRG  | 10,69    |
| 3     | Pavel Polonsky   | CSK  | 10,71    |
| 4     | Dietmar Schulte  | FRG  | 10,91    |
| 5     | Jacek Marlicki   | POL  | 10,95    |
| 6     | Pawel Kasprzak   | POL  | 10,97    |
| 7     | Jesús Santos     | ESP  | 10,99    |
| 8     | Jiří Chalupa     | CSK  | 11,18    |

### 200 m
| Platz | Athlet             | Land | Zeit (s) |
| ----- | ------------------ | ---- | -------- |
| 1     | Robert Kurnicki    | POL  | 21,30    |
| 2     | Stefan Meyer       | FRG  | 21,49    |
| 3     | Ivo Rýznar         | CSK  | 21,52    |
| 4     | Pawel Kasprzak     | POL  | 21,84    |
| 5     | Klaus Weigeldt     | FRG  | 21,96    |
| 6     | José Luis Arrazola | ESP  | 22,12    |
| 7     | Jiří Chalupa       | CSK  | 22,51    |
| 8     | Carlos Ballarin    | ESP  | 22,71    |

### 400 m
| Platz | Athlet             | Land | Zeit (s) |
| ----- | ------------------ | ---- | -------- |
| 1     | Manuel Moreno      | ESP  | 47,48    |
| 2     | Krzysztof Sidowski | POL  | 47,71    |
| 3     | Claus Krafzik      | FRG  | 47,88    |
| 4     | Jiří Janoušek      | CSK  | 47,92    |
| 5     | Andrés Vaquero     | ESP  | 48,30    |
| 6     | Mathias Franke     | FRG  | 48,36    |
| 7     | Pavel Hýsek        | CSK  | 48,38    |
| 8     | Jacek Pagowski     | POL  | 48,48    |

### 800 m
| Platz | Athlet          | Land | Zeit (min) |
| ----- | --------------- | ---- | ---------- |
| 1     | Jerzy Rafał     | POL  | 1:48,51    |
| 2     | Teófilo Benito  | ESP  | 1:48,95    |
| 3     | Dariusz Odya    | POL  | 1:49,61    |
| 4     | Stefan Plätzer  | FRG  | 1:49,83    |
| 5     | Bernd Müller    | FRG  | 1:50,18    |
| 6     | Manuel Pancorbo | ESP  | 1:51,52    |
| 7     | Pavol Stenko    | CSK  | 1:52,83    |
| 8     | Juraj Jánošík   | CSK  | 1:52,83    |

### 1500 m
| Platz | Athlet              | Land | Zeit (min) |
| ----- | ------------------- | ---- | ---------- |
| 1     | Dariusz Skura       | POL  | 3:43,81    |
| 2     | Ángel Fariña        | ESP  | 3:44,25    |
| 3     | Petr Nechanicky     | CSK  | 3:44,26    |
| 4     | Michael Radziwinski | FRG  | 3:45,14    |
| 5     | Enrique Molina      | ESP  | 3:47,15    |
| 6     | Dirk Cordier        | FRG  | 3:48,38    |
| 7     | Krzysztof Cwikla    | POL  | 3:50,40    |
| 8     | Jan Kamler          | CSK  | 4:01,55    |

### 3000 m
| Platz | Athlet            | Land | Zeit (min) |
| ----- | ----------------- | ---- | ---------- |
| 1     | Anacleto Jiménez  | ESP  | 8:00,72    |
| 2     | Leszek Beblo      | POL  | 8:02,54    |
| 3     | Zdeněk Mezulianik | CSK  | 8:03,71    |
| 4     | Ryszard Witt      | POL  | 8:05,61    |
| 5     | Axel Wehmeier     | FRG  | 8:06,95    |
| 6     | Alejandro Gómez   | ESP  | 8:11,14    |
| 7     | Christoph Blum    | FRG  | 8:16,05    |
| 8     | Milan Dite        | CSK  | 8:37,13    |

### 110 m Hürden
| Platz | Athlet          | Land | Zeit (s) |
| ----- | --------------- | ---- | -------- |
| 1     | Antonio Lanau   | ESP  | 13,90    |
| 2     | Martin Wiechert | FRG  | 14,00    |
| 3     | Tomasz Nagórka  | POL  | 14,01    |
| 4     | Piotr Wójcik    | POL  | 14,31    |
| 5     | Petr Marinčič   | CSK  | 14,46    |
| 6     | Ignacio Huedo   | ESP  | 14,68    |
| 7     | Michael Becker  | FRG  | 15,00    |
| 8     | Pavel Majer     | CSK  | 15,09    |

### 400 m Hürden
| Platz | Athlet           | Land | Zeit (s) |
| ----- | ---------------- | ---- | -------- |
| 1     | Robert Zajkowski | POL  | 51,13    |
| 2     | Sven Mikisch     | FRG  | 51,16    |
| 3     | Peter Ritterbach | FRG  | 52,10    |
| 4     | Enricio Sosa     | ESP  | 52,16    |
| 5     | Piotr Tomczak    | POL  | 52,80    |
| 6     | Ales Manasel     | CSK  | 52,84    |
| 7     | David Sanahuia   | ESP  | 53,43    |
| 8     | Martin Chrdle    | CSK  | 55,07    |

### 2000 m Hindernis
| Platz | Athlet          | Land | Zeit (min) |
| ----- | --------------- | ---- | ---------- |
| 1     | Benito Nogales  | ESP  | 5:36,89    |
| 2     | Klaus Klein     | FRG  | 5:37,59    |
| 3     | Jaroslaw Folta  | POL  | 5:40,35    |
| 4     | Marian Hunoik   | CSK  | 5:41,08    |
| 5     | Inocéncio Lopez | ESP  | 5:41,79    |
| 6     | Viktor Pietrzyk | POL  | 5:46,98    |
| 7     | Michael Pazdera | CSK  | 5:47,89    |
| 8     | Bernd Müller    | FRG  | 6:41,06    |

### 4 × 100 m Staffel
| Platz | Besetzung        | Land                                                                | Zeit (s) |
| ----- | ---------------- | ------------------------------------------------------------------- | -------- |
| 1     | BR Deutschland   | Michael Appelt Andreas Maul Klaus Weigeldt Stefan Meyer             | 40,24    |
| 2     | Spanien          | Jesús Santos José Luis Arrazola Miguel Ángel Gómez Enrique Talavera | 41,06    |
| 3     | Tschechoslowakei | Jiří Chalupa Konrad Ivo Rýznar Pavel Polonsky                       | 41,36    |
| DSQ   | Polen            |                                                                     |          |

### 4 × 400 m Staffel
| Platz | Besetzung        | Land                                                            | Zeit (min) |
| ----- | ---------------- | --------------------------------------------------------------- | ---------- |
| 1     | BR Deutschland   | Ulrich Schlepütz Volker Höschele Lars Klingenberg Claus Krafzik | 3:08,23    |
| 2     | Tschechoslowakei | Luboš Jostak Martin Chrdle Jiří Janoušek Pavel Hýsek            | 3:11,00    |
| 3     | Polen            | Jacek Pagowski Krzysztof Sidowski Robert Zajkowski Karnicki     | 3:11,02    |
| 4     | Spanien          | Manuel Moreno Lecumberri Andrés Vaquero Laup                    | 3:11,24    |

### Hochsprung
| Platz | Athlet            | Land | Höhe (m) |
| ----- | ----------------- | ---- | -------- |
| 1     | Andrzej Grzebala  | POL  | 2,19     |
| 1     | Ralf Sonn         | FRG  | 2,19     |
| 3     | Marcin Chudak     | POL  | 2,19     |
| 4     | Ralf Neunzling    | FRG  | 2,16     |
| 5     | Vladimir Stalmach | CSK  | 2,10     |
| 6     | José Merquez      | ESP  | 2,05     |
| 6     | Milan Pavlik      | CSK  | 2,05     |
| 8     | Ignacio Huedo     | ESP  | 1,75     |

### Stabhochsprung
| Platz | Athlet               | Land | Höhe (m) |
| ----- | -------------------- | ---- | -------- |
| 1     | Wojciech Dakiniewicz | POL  | 5,35     |
| 2     | Javier García        | ESP  | 5,20     |
| 3     | Jacek Kargol         | POL  | 5,10     |
| 4     | Vlastimil Juki       | CSK  | 5,00     |
| 5     | Ralf Sapper          | FRG  | 4,90     |
| 6     | Volker Schuler       | FRG  | 4,70     |
| 7     | Milos Englmajer      | CSK  | 4,60     |
| NMH   | Fernando Cortés      | ESP  | ogV      |

### Weitsprung
| Platz | Athlet              | Land | Weite (m) |
| ----- | ------------------- | ---- | --------- |
| 1     | Michael Becker      | FRG  | 7,62      |
| 2     | José Sampos         | ESP  | 7,30      |
| 3     | Pawel Dziegielowski | POL  | 7,18      |
| 4     | Michael Appelt      | FRG  | 7,13      |
| 5     | Ryszard Kupaj       | POL  | 7,08      |
| 6     | Javier Esteban      | ESP  | 7,06      |
| 7     | Luboš Matousek      | CSK  | 6,96      |
| 8     | Vladimir Jirman     | CSK  | 6,85      |

### Dreisprung
| Platz | Athlet              | Land | Weite (m) |
| ----- | ------------------- | ---- | --------- |
| 1     | Piotr Weremczuk     | POL  | 15,84     |
| 2     | Ignacio Gonzáles    | ESP  | 15,69     |
| 3     | Jaroslav Mrštík     | CSK  | 15,59     |
| 4     | Stephan Karsten     | FRG  | 15,57     |
| 5     | Pavel Wiederman     | CSK  | 15,50     |
| 6     | Stefan Mohnen       | FRG  | 15,41     |
| 7     | Pawel Dziegielowski | POL  | 15,34     |
| 8     | António Salazar     | ESP  | 15,23     |

### Kugelstoßen
| Platz | Athlet             | Land | Weite (m) |
| ----- | ------------------ | ---- | --------- |
| 1     | Jan Bartl          | CSK  | 17,15     |
| 2     | Michael Mertens    | FRG  | 17,11     |
| 3     | Martin Gawehn      | FRG  | 16,63     |
| 4     | Roman Janczak      | POL  | 16,52     |
| 5     | Grzegorz Kacprzak  | POL  | 15,54     |
| 6     | Ángel Sanchez      | ESP  | 14,69     |
| 7     | Juan Carlos Guzmán | ESP  | 14,36     |
| 8     | František Petrovio | CSK  | 14,02     |

### Diskuswurf
| Platz | Athlet             | Land | Weite (m) |
| ----- | ------------------ | ---- | --------- |
| 1     | Zdeněk Kohout      | CSK  | 59,30     |
| 2     | David Martinez     | ESP  | 59,14     |
| 3     | Daniel Szymanski   | POL  | 56,30     |
| 4     | Carsten Kufahl     | FRG  | 54,78     |
| 5     | Jaroslaw Wieczorek | POL  | 54,32     |
| 6     | Juan Carlos Guzmán | ESP  | 53,98     |
| 7     | František Petrovio | CSK  | 53,16     |
| 8     | Michael Mertens    | FRG  | 50,00     |

### Hammerwurf
| Platz | Athlet              | Land | Weite (m) |
| ----- | ------------------- | ---- | --------- |
| 1     | Klaus-Bernd Leitges | FRG  | 68,28     |
| 2     | Boguslaw Bogacz     | POL  | 65,64     |
| 3     | Jacek Dreger        | POL  | 64,42     |
| 4     | Otto Kohout         | CSK  | 62,24     |
| 5     | Mike Radloff        | FRG  | 61,60     |
| 6     | Pedro Viudes        | ESP  | 59,22     |
| 7     | Anton Godall        | ESP  | 57,00     |
| 8     | Radek Skrebsky      | CSK  | 55,30     |

### Speerwurf
| Platz | Athlet              | Land | Weite (m) |
| ----- | ------------------- | ---- | --------- |
| 1     | Miroslaw Witek      | POL  | 77,08     |
| 2     | Karl-Frieder Michel | FRG  | 76,72     |
| 3     | Bogdan Patelka      | POL  | 72,50     |
| 4     | Pavol Florek        | CSK  | 68,28     |
| 5     | Jan Luckmann        | FRG  | 66,00     |
| 6     | Enrico Bassols      | ESP  | 61,34     |
| 7     | Bernard Calpe       | ESP  | 59,04     |
| 8     | Vladimir Nováček    | CSK  | 58,32     |